# Graphelmis sulawesiensis
Graphelmis sulawesiensis is een keversoort uit de familie beekkevers (Elmidae). De wetenschappelijke naam van de soort werd in 2002 gepubliceerd door Ciampor.